# Formalizm (kognitywistyka)
Formalizm, lub formalizacja, w najbardziej ogólnej interpretacji systemowo-kognitywistycznej, to sposób postępowania, procedura, lub ich produkt ściśle przestrzegający uprzednio zdefiniowanych i zaakceptowanych reguł.
Celem formalizmu/formalizacji jest zapewnienie jednoznaczności rozumienia lub interpretacji komunikatów wymienianych między ludźmi a także między człowiekiem a maszyną/komputerem, zgodnie z intencją ich nadawcy.
Dlatego też przy komunikacji złożonej i ważnej formalizuje się informacje, wiedzę i preferencje (model IPK - Information, Preferences, Knowledge model) w poleceniach, pytaniach i odpowiedziach. 
Formalizacja polega na użyciu symboli graficznych, językowych lub behawioralnych o znanych i zaakceptowanych definicjach, uznanych w danej dziedzinie jako jednoznaczne. 
W szczególności, formalizacja spełnia podstawowe zasady logiki. 
W tym sensie formalizacja może być przeprowadzona na różnych poziomach ogólności opisu czy zadania.
Np. zdanie "Na ziemi istnieją koty” jest ogólne, ale formalnie poprawne i informacyjnie prawdziwe jeśli:
- przez ziemię rozumiemy glob ziemski,
- kot jest uprzednio zdefiniowany jako jakikolwiek kot domowy o cechach wyłącznie jemu przysługujących.